# Giuseppe Di Stefano

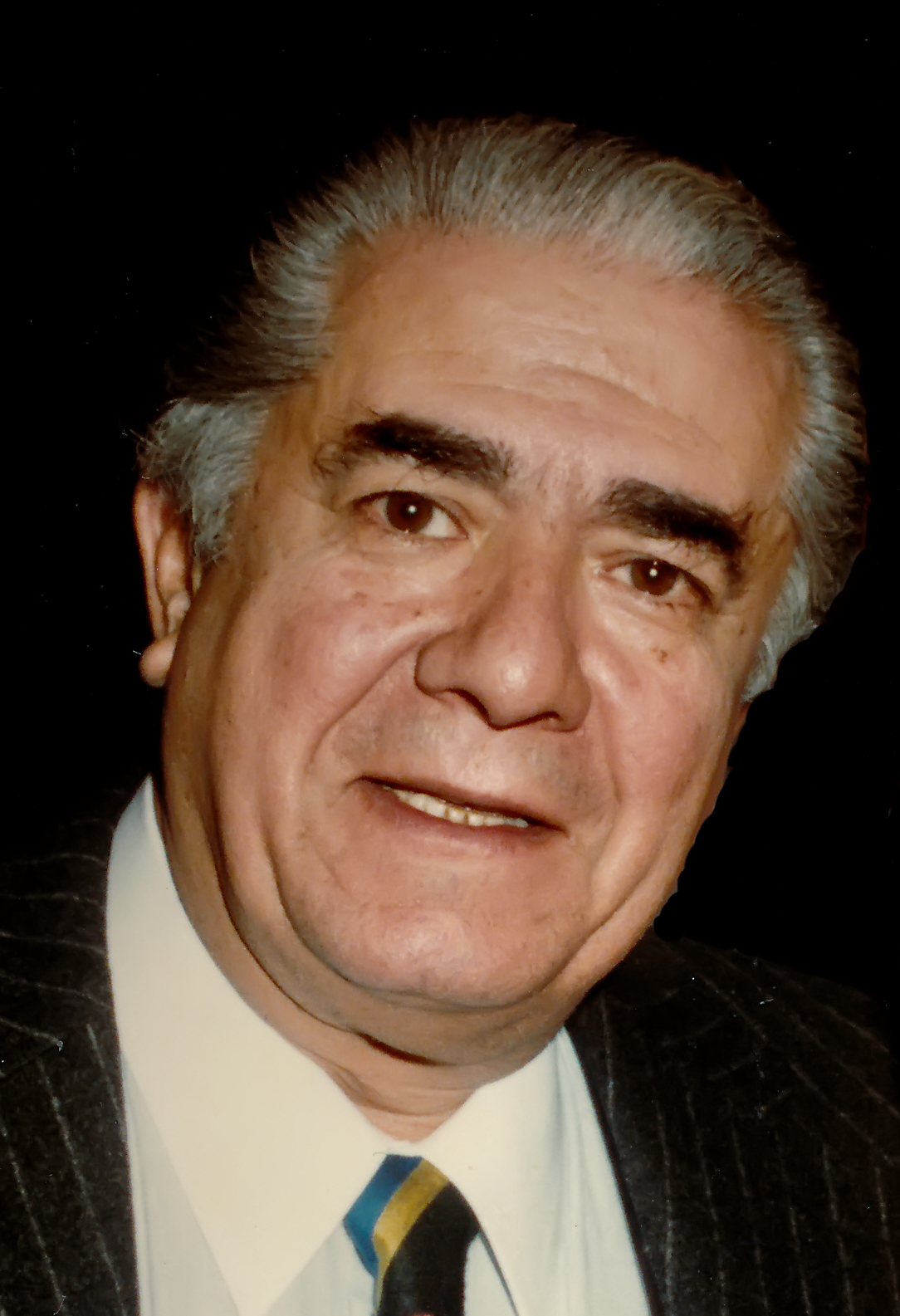
Giuseppe Di Stefano (1983).

Giuseppe Di Stefano (* 24. Juli 1921 in Motta Sant’Anastasia (CT), Italien; † 3. März 2008 in Santa Maria Hoè (LC), Italien) war ein italienischer Opernsänger (Tenor). Er wird zu den wichtigsten Tenören des italienischen Fachs im 20. Jahrhundert gezählt.

## Leben
Nach seinem Studium bei Adriano Tocchio, Luigi Montesanto und Mariano Stabile gab er 1946 sein Debüt in Reggio Emilia in der Rolle des Des Grieux in Jules Massenets Manon. Am 15. März 1947 trat er in derselben Rolle an der Mailänder Scala auf und ein Jahr später debütierte er an der Met, wo er als Faust (Gounod), Rodolfo (La Bohème) und wieder als Des Grieux große Triumphe feierte. Er sang an fast allen großen Opernhäusern der Welt. Bekannt wurde er durch seine häufigen Auftritte an der Seite von Maria Callas und durch mehrere Operngesamteinspielungen, in denen er ihr Partner war.
Erste stimmliche Probleme aufgrund von Überbeanspruchung, unzulänglicher Technik und falscher Rollenwahl wurden bereits Mitte der 1950er Jahre hörbar und traten in den nächsten Jahren immer deutlicher zutage. Häufig kolportiert wird die Geschichte, dass er infolge der Unzulänglichkeiten am Londoner Covent Garden bei einer Aufführung von Puccinis La Bohème im Jahr 1963 im Folgejahr durch einen jungen Nachwuchssänger ersetzt werden musste; dies sei der Beginn der Karriere von Luciano Pavarotti gewesen.
Mehrere Comeback-Versuche Di Stefanos, unter anderem 1973 mit Maria Callas, scheiterten, woraufhin er sich nach Afrika zurückzog. Dort lebte er gemeinsam mit seiner Ehefrau Monica mehrere Monate im Jahr in Diani an der Küste Kenias südlich von Mombasa. Anfang Dezember 2004 wurden er und seine Ehefrau in ihrem Haus von Unbekannten überfallen. Di Stefano erlitt dabei schwere Kopfverletzungen und wurde in einem Krankenhaus in Mombasa zweimal operiert. Nachdem sich sein Gesundheitszustand nicht verbesserte, wurde er daraufhin in die Neurochirurgische Abteilung der Klinik San-Raffaele in Mailand verlegt. Von seinen Verletzungen hat er sich nicht mehr erholt; im Dezember 2007 fiel er erneut in ein Koma und verstarb am 3. März 2008 in seinem Wohnhaus in der Nähe von Mailand.
Giuseppe Di Stefano war zweimal verheiratet: 1949 heiratete er Maria Girolami, mit der er einen Sohn und eine Tochter hatte. Da letztere schwer erkrankte, organisierte er 1973 eine Tournee, zu der er auch Maria Callas überreden konnte, wobei ein Großteil seiner Gage für die Finanzierung der ärztlichen Behandlungen verwendet wurde. Von 1994 bis zu seinem Tode war er mit der Sopranistin Monica Curth verheiratet.